# Alessandro Marchetti
Alessandro Marchetti (født 17. marts 1632, død 6. september 1714) var en italiensk fysiker og digter.
Marchetti blev født i Pontormo. Han studerede under Giovanni Alfonso Borelli, blev filosofisk professor ved Pisas Universitet og udgav en del skrifter angående fysik.
Som digter har han navnlig gjort sig bekendt ved sin ualmindelig elegante, metriske oversættelser af Lucretius’ De rerum natura; denne udkom dog først i 1717, efter Marchettis, død med "London" på titelbladet, men var højst sandsynligt trykt i Napoli, da storhertugen af Toscana Cosimo d. 3. havde forbudt dens udgivelse som en "fritænkerisk bog". Den udkom siden oftere, og særligt efter Cosimos død.
Marchetti havde i sinde at skrive et større originalt digt, hvori han til dels ville gendrive den romerske Epikuræer, men blev ikke færdig dermed. Marchettis Vita e poesie er udkommet i Venedig i 1755.